# Martin Konrad Demmering
Martin Konrad Demmering (* 11. Dezember 1858 in Lindenau bei Leipzig; † 21. September 1912 in Aue (Sachsen)) war ein deutscher Verwaltungsjurist und Lokalpolitiker.

## Leben
Nach dem Schulbesuch studierte Demmering an der Universität Leipzig. Am 1. Januar 1888 trat er als Akzessist in den sächsischen Verwaltungsdienst ein. 1892 wurde er im Staatsdienst angestellt, und zwar bei der Landesversicherungsanstalt Sachsen. Nach einem Jahr und zwei Monaten erfolgte seine Ernennung zum Bezirksassessor bei der Amtshauptmannschaft Döbeln. 1897 wurde er Regierungsassessor. Nachdem er 1898 zur Amtshauptmannschaft Chemnitz versetzt worden war, erhielt er 1899 den Titel Regierungsrat. 1900 wurde er an die neugegründete Kreishauptmannschaft Chemnitz versetzt. Zum 1. Februar 1903 wurde er Amtshauptmann in Schwarzenberg. 1910 wechselte er als Amtshauptmann an die Amtshauptmannschaft Zwickau.

## Ehrungen
Seine Verdienste wurden 1912 durch Verleihung des Ritterkreuzes 1. Klasse des Königl. Sächsischen Verdienstordens anerkannt.